# 帕纳吉

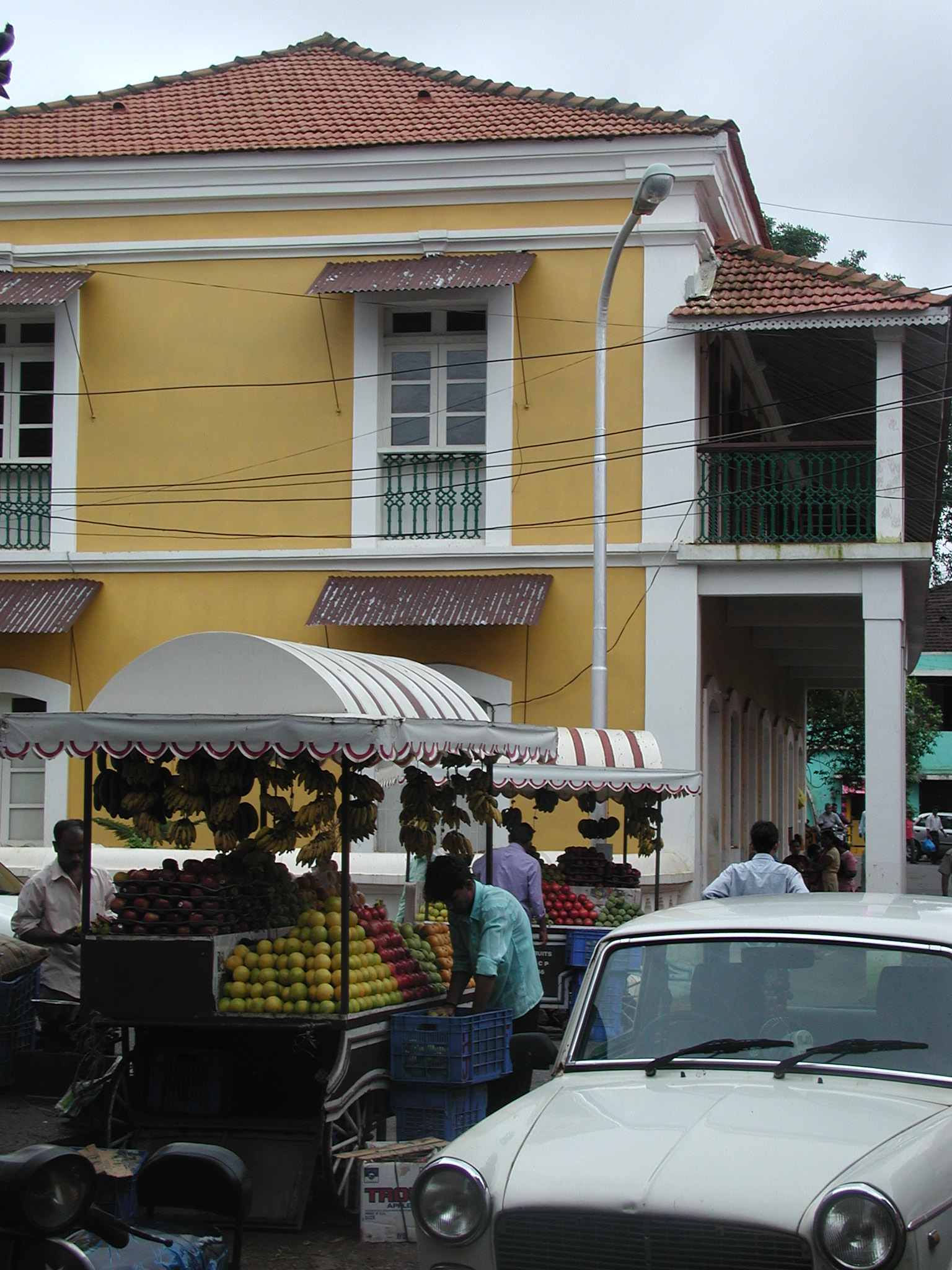
街景

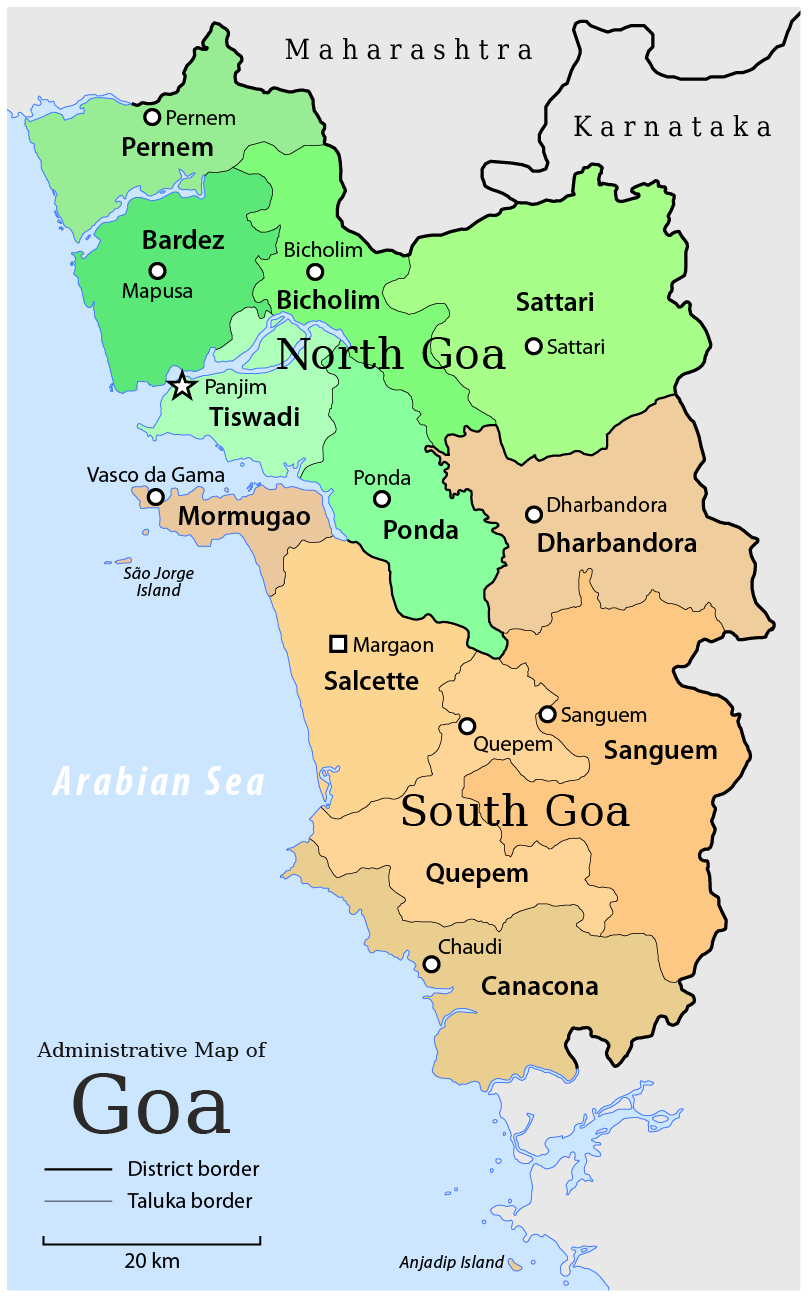
所在位置

帕纳吉（Panaji），旧称潘吉姆（葡萄牙语：Pangim；英语：Panjim），印度西南部城市，为果阿邦首府。面积36平方公里，总人口65000 (2001年)。

## 名称
“Panjim”一词来源于panjani、khali,在梵语中意为“船”、“小溪”。1843年，该市曾名新果阿。

## 科学、教育
果阿大学位于该市郊区。科研机构有印度国立海洋学研究所等。